# Inquisitors of Satan
Inquisitors Of Satan – drugi studyjny album francuskiej grupy muzycznej Deathspell Omega.

## Lista utworów
1. „From Unknown Lands of Desolation” – 5:38
2. „Torture and Death” – 4:26
3. „Desecration Master” – 5:42
4. „Lethal Baptism” – 3:49
5. „Succubus of All Vices” – 6:19
6. „Inquisitors of Satan” – 5:42
7. „Decadence” – 6:33

## Twórcy
- Hasjarl – gitara elektryczna
- Khaos – gitara basowa
- Shaxul – śpiew, perkusja